# Piotr Tryjanowski
Piotr Tryjanowski (ur. 9 lipca 1970) – polski naukowiec, profesor Uniwersytetu Przyrodniczego w Poznaniu, ornitolog, specjalista z ekologii behawioralnej, wpływu klimatu, ptaków krajobrazu rolniczego i ekologii miast.

## Działalność naukowa i zawodowa
Absolwent profilu biologiczno-chemicznego w liceum ogólnokształcącym w Wolsztynie. Ukończył studia na Wydziale Biologii Uniwersytetu im. Adama Mickiewicza w Poznaniu (UAM). W 1998 na podstawie napisanej pod kierunkiem Jana Bednorza dysertacji Dynamika zgrupowania ptaków lęgowych na intensywnie użytkowanych terenach rolniczych w zachodniej Wielkopolsce otrzymał na UAM stopień doktora nauk biologicznych. Na UAM habilitował się w 2003, przedstawiwszy dzieło Ekologia gąsiorka Lanius collurio w zachodniej Palearktyce. W 2007 został profesorem nauk biologicznych.
W 2003 wyjechał na stypendium Fundacji na rzecz Nauki Polskiej do Cambridge w Wielkiej Brytanii. Będąc w Wielkiej Brytanii rozpoczął współpracę z Międzynarodowym Panelem do spraw Zmian Klimatu (IPCC). Był jednym z 800 autorów tzw. czwartego raportu IPCC na temat zmian klimatu, za który IPCC w 2007 dostał Pokojową Nagrodę Nobla.
Od 2009 jest dyrektorem Instytutu Zoologii Uniwersytetu Przyrodniczego w Poznaniu. W latach 1995–2010 związany z UAM. W 2019 został uhonorowany najwyższą godnością akademicką Czeskiego Uniwersytetu Przyrodniczego w Pradze. W 2022 został członkiem  Academia Europaea. Członek komitetów Polskiej Akademii Nauk. Autor ponad 250 publikacji międzynarodowych i kilku książek.
Wśród wypromowanych przez niego doktorów znalazł się Jakub Kosicki oraz Łukasz Jankowiak.

## Kontrowersje
Odpowiadał za przygotowanie prognozy oddziaływania na środowisko oraz dokumentacji środowiskowej, które zezwalały na budowę zamku w Stobnicy. Tryjanowski twierdzi, że nie otrzymywał wynagrodzenia ani za sporządzanie raportów, ani za zasiadanie w radzie fundacji Fauna Polska, której fundatorem był inwestor zamku.

## Wybrane publikacje
- Parry, Martin, et al., eds. Climate change 2007-impacts, adaptation and vulnerability: Working group II contribution to the fourth assessment report of the IPCC. Vol. 4. Cambridge University Press, 2007.
- Rosenzweig, Cynthia, et al. „Attributing physical and biological impacts to anthropogenic climate change.” Nature 453.7193 (2008): 353–357.
- Rosenzweig, Cynthia, et al. „Assessment of observed changes and responses in natural and managed systems.” (2007): 79–131.
- Tryjanowski, Piotr, et al. „Conservation of farmland birds faces different challenges in Western and Central-Eastern Europe.” Acta Ornithologica 46.1 (2011): 1–12.
- Tryjanowski, Piotr, Stanisław Kuźniak, and Tim Sparks. „Earlier arrival of some farmland migrants in western Poland.” Ibis 144.1 (2002): 62–68.

## Książki
- Zwierzęta konfliktowe w miastach, Regoionalna Dyrekcja Ochrony Środowiska w Gorzowie Wielkopolskim, 2016 (wraz z Krzysztofem Dudkiem i Leszkiem Jerzakiem)[11];
- Rozum z ptakami odlatuje, Lanius, 2018;
- Wino i ptaki, Bogucki Wydawnictwo Naukowe, 2018[12];
- Ornitologia terapeutyczna, Bogucki Wydawnictwo Naukowe, 2021 (wraz ze Sławomirem Murawcem)[13];
- Bocian. Biografia nieautoryzowana, Paśny Buriat, 2022[14];
- Który tak śpiewa?, Universitas, 2023 (wraz z Jakubem Kornhauserem, Marcinem Polakiem,  Aleksandrem Wójtowiczem)[15]